# Franz Bistricky
Franz Bistricky (Bécs, 1914. július 26. – 1975. május 7.) olimpiai ezüstérmes osztrák kézilabdázó.
Részt vett az 1936. évi nyári olimpiai játékokon, amit Berlinben rendeztek. A kézilabdatornán játszott, és az osztrák válogatott tagjaként ezüstérmes lett.